# Lego Scooby-Doo – Tajték-parti bingóparti
A Lego Scooby-Doo – Tajték-parti bingóparti (eredeti cím: LEGO Scooby-Doo! Blowout Beach Bash) 2017-ben megjelent egész estés amerikai 3D-s számítógépes animációs film, amelyet eredetileg DVD-n adtak ki. A forgatókönyvet Emily Brundige és Aaron Preacher írta, az animációs filmet Ethan Spaulding rendezte, a zenéjét Robert J. Kral szerezte, a producere Rick Morales és Melissa Kurtz volt. A Warner Bros. Animation és a The Lego Group készítette.
Amerikában 2017. július 25-én adta ki DVD-n és Blu-ray-n a Warner Home Video. Magyarországon szintén 2017. július 25-én jelent meg DVD-n a ProVideo forgalmazásában.

## Cselekmény
A történet szerint a Rejtély Rt. egy újabb rejtély megoldása után elindul, hogy részt vegyenek az évente megrendezett Tajték-parti Bingópartin. A három napig tartó esemény azonban nem zajlik zökkenőmentesen, mivel egy csapat szellemkalóz bukkan fel a helyszínen. A csapat igyekszik leleplezni őket, melyben új barátok is a segítségükre lesznek.

## Szereplők
| Szereplő         | Eredeti hang             | Magyar hang        |
| ---------------- | ------------------------ | ------------------ |
| Scooby-Doo       | Frank Welker             | Bognár Tamás       |
| Fred Jones       | Frank Welker             | Markovics Tamás    |
| Diána Blake      | Grey Griffin             | Kisfalvi Krisztina |
| Bozont Rogers    | Matthew Lillard          | Fekete Zoltán      |
| Vilma Dinkley    | Kate Micucci             | Kelemen Kata       |
| Laura Holdout    | Grey Griffin             | Farkasinszky Edit  |
| Bingó Belle      | Grey Griffin             | Téglás Judit       |
| Seriff helyettes | Jeff Glen Bennett        | ?                  |
| Tárlatvezető     | Jeff Glen Bennett        | Papucsek Vilmos    |
| Brenda           | Kate Higgins             | Nemes Takách Kata  |
| Tommie           | Josh Keaton              | Dányi Krisztián    |
| Chad Holdout     | Josh Keaton              | ?                  |
| Rob Holdout      | Tom Kenny                | Rosta Sándor       |
| Krissy Holdout   | Natalie Lander           | Gáspár Kata        |
| Rendőr           | Jack McBrayer            | ?                  |
| Seriff           | Kevin Michael Richardson | Koncz István       |
| Tajték kapitány  | Kevin Michael Richardson | Bácskai János      |
| Dwight Monkfish  | Fred Tatasciore          | Németh Gábor       |
| Dr. Najib        | Iqbal Theba              | Bardóczy Attila    |
| Mitzi Capaletto  | Hynden Walch             | Haffner Anikó      |

További magyar hangok: Borbíró András, Hám Bertalan

## Érdekességek
Az animációs film magyar változatában több szereplőnek is új hangot osztottak, Scoobyt Vass Gábor helyett Bognár Tamás, Diánát Hámori Eszter helyett Kisfalvi Krisztina, Vilmát Madarász Éva helyett Kelemen Kata szinkronizálta.